# Hayes Castle
Hayes Castle eller Hays Castle var ett slott i Distington, Storbritannien. Det ligger i grevskapet Cumbria och riksdelen England, i den centrala delen av landet, 400 km nordväst om huvudstaden London. Hayes Castle låg 49 meter över havet. Det ligger i ruiner men vallgraven finns kvar.
Terrängen runt Hayes Castle är huvudsakligen platt, men österut är den kuperad. Havet är nära Hayes Castle västerut. Runt Hayes Castle är det ganska tätbefolkat, med 86 invånare per kvadratkilometer. Närmaste större samhälle är Whitehaven, 5,0 km sydväst om Hayes Castle. Trakten runt Hayes Castle består i huvudsak av gräsmarker.
Klimatet i området är tempererat. Årsmedeltemperaturen i trakten är 6 °C. Den varmaste månaden är juli, då medeltemperaturen är 13 °C, och den kallaste är december, med −2 °C.